# Grundermühle
Grundermühle ist ein Ort in der Gemeinde Kürten, Rheinisch-Bergischen Kreis im Regierungsbezirk Köln in Nordrhein-Westfalen (Deutschland).

## Lage und Beschreibung
Grundermühle liegt im Südosten der Gemeinde Kürten im Tal der Kürtener Sülz nahe der Gemeindegrenze zu Lindlar. Nachbarorte sind Sülze, Heid sowie die zu Lindlar gehörenden Orte Kaltenborn und Hausgrund.
Im Ort befindet sich eine Fischzuchtanlage und eine vom Aggerverband betriebene Kläranlage.

## Geschichte
Im Ort gab es eine mit Wasserkraft betriebene Knochen- und Getreidemühle. Bereits im 16. Jahrhundert wird eine „Grundermühle“ als Familienbesitz einer Familie von Steinen erwähnt. 1744 erweiterte man die Kapazität der „nicht sehr großen“ Anlage. Anfang des 19. Jahrhunderts erwarb Herrmann Ossenbach das Anwesen. Für das Jahr 1830 werden dort 19 Einwohner aufgeführt. Seit den 1880er Jahren gibt es neben der Mühle eine Gaststätte.
Der Ort ist auf der Topographischen Aufnahme der Rheinlande von 1824 als Grundermühle und auf der Preußischen Uraufnahme von 1840 verzeichnet.
Ab der Preußischen Neuaufnahme von 1892 ist er auf Messtischblättern regelmäßig als Grundermühle verzeichnet.
1822 lebten neun Menschen im als Mühle kategorisierten und Grundermühle bezeichneten Ort.
Der 1845 laut der Uebersicht des Regierungs-Bezirks Cöln als Haus und Fruchtmühle kategorisierte Ort besaß zu dieser Zeit ein Wohnhaus. Zu dieser Zeit lebten zehn Einwohner im Ort, davon alle katholischen Bekenntnisses.
Die Gemeinde- und Gutbezirksstatistik der Rheinprovinz führt Grundermühle 1871 mit einem Wohnhaus und neun Einwohnern auf.
Im Gemeindelexikon für die Provinz Rheinland von 1888 werden zwei Wohnhäuser mit 19 Einwohnern angegeben.
1895 hatte der Ort zwei Wohnhäuser und neun Einwohner.
1905 besaß der Ort zwei Wohnhäuser und 14 Einwohner und gehörte konfessionell zum katholischen Kirchspiel Kürten.
1927 wurden die Bürgermeisterei Kürten in das Amt Kürten überführt. In der Weimarer Republik wurden 1929 die Ämter Kürten mit den Gemeinden Kürten und Bechen und Olpe mit den Gemeinden Olpe und Wipperfeld zum Amt Kürten zusammengelegt. Der Kreis Wipperfürth ging am 1. Oktober 1932 in den Rheinisch-Bergischen Kreis mit Sitz in Bergisch Gladbach auf.
1975 entstand aufgrund des Köln-Gesetzes die heutige Gemeinde Kürten, zu der neben den Ämtern Kürten, Bechen und Olpe ein Teilgebiet der Stadt Bensberg mit Dürscheid und den umliegenden Gebieten kam.

## Busverbindung
Der Ort ist über die im Ort befindliche Bushaltestelle der Linie 429 an den öffentlichen Personennahverkehr angebunden.